# Саблуков, Николай Александрович
Никола́й Алекса́ндрович Саблуко́в (1776—1848) — генерал-майор русской императорской армии, известный англоман, автор «Записок» о времени императора Павла I и его кончине.

## Биография
Старший сын действительного тайного советника, сенатора и члена Государственного совета Александра Александровича Саблукова. В самый год рождения был зачислен в Преображенский полк. Получил прекрасное домашнее образование, в совершенстве изучив немецкий, французский и английский языки. В начале 1790-х годов он поступил в лейб-гвардии Конный полк, начав с унтер-офицера, но вскоре был назначен ординарцем к фельдмаршалу графу Н. И. Салтыкову.
В 1795—1796 годах он находился за границей, и был, по его собственным словам, «представлен ко многим дворам, как в Италии, так и в Германии». Познакомившись с прусской военной службой, он быстро справился с требованиями по этой части со стороны императора Павла І и точным исполнением своих обязанностей заслужил его особенное расположение и сделал быструю карьеру: в 1796 году он был ещё подпоручиком, в 1799 году — уже полковником и командовал эскадроном. Вскоре после смерти Павла І, вследствие каких-то неприятностей со своим новым начальством, в сентябре 1801 года он вышел в отставку с производством в генерал-майоры, и отправился во второе путешествие по Европе, где и женился в 1804 году по любви на 32-х летней дочке английского банкира.
Вернувшись в Россию, по совету адмирала В. Я. Чичагова, он опять поступил на службу, но уже по Морскому ведомству: сначала (1806—1807) был начальником Комиссариатского отделения Министерства морских сил, а в 1807 году был назначен начальником счётной экспедиции Адмиралтейств-коллегии. В 1809 году уволился и уехал в Англию, где находился до 1812 года.
С началом военных действий подал прошение о принятии его на службу и 8 августа 1812 года был принят на службу с определением состоять по армии. Находился при генерале Ф. К. Корфе. Принимал участие во многих авангардных делах, отличился в боях под Красным. Был аттестован М. И. Кутузовым «как достойный награждения», получил золотое оружие и орден Св. Владимира 3-й степени.
По окончании войны на территории России вышел в отставку 29 марта 1813 года с ношением мундира. Выполнял поручения русского правительства по вопросу о займе у Англии, используя родственные связи (был зятем английского банкира Э. Ангерштейна). Остаток жизни провёл в Петербурге, посещал родственников жены в Англии.
Скончался от холеры 20 июня (2 июля) 1848 года и был похоронен на кладбище Фарфорового завода в Петербурге; в 1930-е годы его прах перенесён на Лазаревское кладбище Александро-Невской Лавры.
Написал краткие, но весьма важные «Записки» о времени Павла I на английском языке, предназначая их единственно для замкнутого семейного круга; они попали в печать только в 1865 году («Frazer’s Magazine», август и сентябрь). Отрывки были напечатаны во французском журнале «Revue Moderne» (ок. 1866), а затем и в русском переводе, но со значительными цензурными сокращениями (в «Русском архиве», 1869 г.). Полный русский перевод был напечатан Эразмом Каспровичем только в 1902 г., причём за границей, в Лейпциге .

## Семья
Находясь в Англии, 20 ноября 1804 года Николай Александрович Саблуков женился по любви на англичанке, мисс Юлиане Ангерштин (1772—1846), дочери известного знатока и любителя живописи, Эдуарда Ангерштина (1735—1823), имевшего богатую коллекцию картин, завещанную им впоследствии Лондонской национальной галерее. По словам современницы, госпожа Саблукова была «мало привлекательной наружности, очень высокая, ширококостная, неизящная, с грубым голосом и длинными зубами, но манеры её были мягки, а разговор приятен. Живя в Петербурге, она так и не выучила русского языка, по словам её мужа, он был бы для неё бесполезен, так как она все равно не смогла бы пользоваться им иначе, как в разговорах только со слугами».
Мужского потомства он не оставил.

## В художественных произведениях
История жизни Николая Александровича Саблукова привлекала внимание поэтов и литераторов. Нонна Слепакова написала в четырёхстопном хорее «Сказ о Саблукове» (1992), о котором Дмитрий Быков отзывался так: «…простой, но эпически-мощный манифест неучастия, самостояния, отдельности». В «Сказе…» история Саблукова изложена хотя и весьма точно, но с некими вольностями: автор всегда имеет право на личную трактовку истории. Тем не менее «Сказ о Саблукове» вошёл в школьную программу по русской литературе.